# Venezia dal Canale della Giudecca
Venezia dal Canale della Giudecca è un dipinto a olio su tela (61 x 91,5 cm) realizzato nel 1840 dal pittore inglese William Turner.
È conservato nel Victoria and Albert Museum di Londra.